# تآثرات عشبة-دواء
التَّآثُرات عُشْبَة-دَوَاء هي تآثرات دوائيّة تحدث بين الأدوية العشبيّة والأدوية التَّقْلِيْدِيّة. هذه الأنواع من التآثرات أكثر شيوعًا من التآثرات دواء-دواء وذلك بسبب احتواء الأدوية العشبيّة غالبًا على العديد من المكوّنات فَعّالة دوائيًّا (لها تأثير على العضويّة الحيّة) بينما تحتوي الأدوية التقليديّة عنصرًا فعّالًا وحيدًا. بعض هذه التآثرات هامّة من الناحية السريريّة، وذلك على الرُّغم من أنَّ أغلب المُعالَجات العشبيّة لا تترافق مع تآثرات دوائيّة ذات عواقِب خطيرة؛ فمعظم التآثرات عشبة-دواء تعتبر مُعْتَدِلة الوَخامَة. من أكثر الأدوية التقليديّة تَوَرُّطًا في التآثرات عشبة-دواء هي الوارفارين والأَنْسولين والأَسْبِرين والدِيجوكسِين والتِّيكلوبيدين؛ بسبب مَناسِبها العِلاَجِيّة الضَيِّقة. ومن أكثر الأعشاب تورّطًا في مثل هذه التآثرات هي تلك الحاوية على حَشيشة القِدِّيس جون أو المَغْنيزيُوم أو الكالْسْيُوم أو الحَديد أو الجِنكة.

## أمثلة
من الأمثلة على التَّآثُرات عشبة-دواء، والَّتي لا تقتصر عليها، هي كالتالي:
- تُؤثِّر حشيشة القديس جون على تصفية عدة أدوية من الجسم، والّتي منها السيكلوسبورين ومثبطات استرداد السيروتونين الانتقائية (مضادّات اكتئاب) والديجوكسين وإندينافير وفينوبروكومون.[1] وقد تتآثر أيضًا مع الدَّوائين المُضادَّين للسَّرَطان إرينوتيكان وإيماتينب.[6]

- قد تزيد شافية ميلتيوريزا[7] الخواص المانِعة للتَّخَثُّر والنَّزف عند الأشخاص الّذين يتناولون الوارفارين.[2]

- وُجِدَ أنَّ الثُّوْم يزيد التَّركيز البِلازميّ لدواء ساكوينافير، وقد يُسَبِّب نَقْص سُكَّر الدَّم عند أخذه مع الكلوربروباميد.[2]

- يُمكن أن تُسَبِّب الجِنكة النَّزف عند مُشاركتها مع الوارفارين أو الأسبرين.[2]

- وردت تقارير -في حالات نادرة- أنَّ الاستخدام الدَّائم لعِنَب البَحْر (إيفيدرا) والكافيين قد سَبَّب وَفيَّات.[8]

## آليّات التّآثر
إنَّ أغلب الآليَّات وراء التَّآثُرات عشبة-دواء ماتزال غير مفهومة بالكامل، فالتآثر بين الأدوية العشبيّة والأدوية المُضادّة للسرطان يَكْتَنِف الأنزيمات الَّتي تَسْتَقلِب سيتوكروم P450؛ على سبيل المثال، أظهرت حشيشة القديس جون تحريضًا للسيتوكروم 3A4 والبروتين السُّكَّرِيّ-P في المُخْتَبَر وفي الأحياء.